# Katharina Kuhlmann
Katharina Kuhlmann (Hannover, Baja Sajonia, 1 de julio de 1977) es una presentadora alemana de televisión y modelo.

## Vida
Kuhlmann ha trabajado en ProSieben y en DSF junto con Christina Surer y Lina van de Mars en el programa Tuning TV. Antes ella trabajó desde 2000 también en ZDF y en Sat.1. Además, ella es también modelo, la preferido ella para el fotógrafo austriaco Christian Holzknecht. En septiembre de 2007 Katharina Kuhlmann apareció, como hizo dos años antes su compañera Christina Surer, en la portada de la revista Playboy. Desde 2008 es presentadora en motorvision.de y en un especial de sevenload.de.